# 셰익스피어 앤드 컴퍼니
셰익스피어 앤드 컴퍼니(영어: Shakespeare and Company, Shakespeare & Co.)는 프랑스의 파리에 위치한 영어 서적 전문 서점이며, 1919년에 개업하여 2022년 현재까지 운영되고 있다.

## 역사

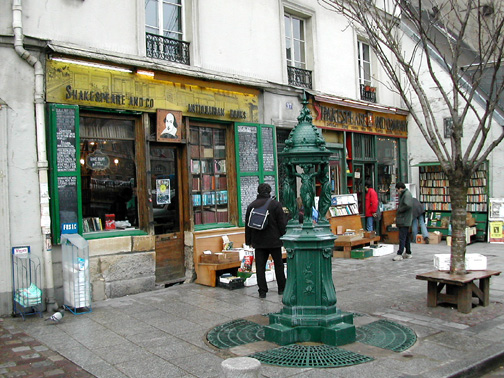
2004년에 촬영된 셰익스피어 앤드 컴퍼니의 전경

1919년에 프랑스의 파리에 거주하던 미국인 출판업자인 실비아 비치가 윌리엄 셰익스피어가 집필한 시와 희곡 등의 희귀한 판본들을 판매하는 서점을 파리의 뒤푸이트랑 가 8번지에서 개점하면서 서점의 역사가 시작되었으며, 1922년에는 서점의 위치가 파리 시내의 오데옹 가 12번지로 이전하였다. 당시 파리에 거주하던 미국인들과 영국인들이 주로 이곳에 방문하였는데, 이들에 의해 서점이 문학에 대한 토론의 장으로 알려지면서 인기를 끌었다. 특히 이곳을 방문한 유명 인사로는 아일랜드의 소설가인 제임스 조이스와 미국의 소설가인 어니스트 헤밍웨이, 역시 미국 출신이었던 소설가 주나 반스 등이 있었고, 이들에 의해 셰익스피어 앤드 컴퍼니의 유명세가 알려지면서 파리의 관광명소로 널리 알려졌다. 그러나 1941년에 나치 독일에 의해 파리가 점령된 후에, 서점의 사장인 실비아 비치가 독일 국방군 소속의 한 장교에게 제임스 조이스의 소설인 《피네간의 경야》를 팔기를 거부한 것이 원인이 되어 독일군에 의해 서점이 강제로 폐업처리가 되었고, 1945년에 독일이 패하면서 파리에서 철수한 뒤인 1951년에서야 현재의 위치인 파리의 부셰리 가 37번지에 서점을 다시 개업할 수 있었다. 재개장 당시의 사장은 미국의 출판업자였던 조지 휘트먼이었고, 그의 방침에 따라 서점의 명칭이 잠시 르 미스트랄(프랑스어: Le Mistral)로 바뀌었다가, 1964년에 초대 사장인 실비아 비치가 사망하자, 다시 원래의 이름인 셰익스피어 앤드 컴퍼니로 바뀌었다. 2011년에 2대 사장인 조지 휘트먼이 사망하자, 그의 딸인 실비아 비치 휘트먼이 3대 사장으로 취임했다.

## 특징
이곳이 서점을 방문하는 지식인들의 토론장으로 쓰였던 역사를 반영하여 서점이면서도 카페의 역할을 겸하고 있으며, 저소득층들에게 무상으로 용역을 제공하는 조건 하에 무료 숙박을 허가하는 것으로 유명하다.